# Томтосов, Алексей Александрович
Алексей Александрович Томтосов ― российский якутский общественный и государственный деятель, учёный, мэр города Якутск (1993-1996).

## Биография
Родился 17 июля 1942 года в поселке Аллах-Юнь Усть-Майского района Якутской АССР.
В 1960 году устроился рабочим Усть-Майского отделения Управления рабочего снабжения Управления «Якутзолото». Три года служил на Тихоокеанском флоте 1961-1964).
С 1965 по 1968 год был секретарем комитета ВЛКСМ.
В 1968 году окончил исторический факультет Якутского государственного университета, затем аспирантуру кафедры новой и новейшей истории Ленинградского государственного университета в 1971 году. Проходил стажировку в США и успешно защитил диссертацию на соискание ученой степени кандидата исторических наук по теме «Общественно-политическая деятельность Мартина Лютера Кинга». 
В 1971-1972 годы преподавал на кафедре всеобщей истории Якутского университета. В 1972 году избран первым секретарём Якутского обкома ВЛКСМ. С 1980 по 1983 год заведовал отделом культуры Якутского обкома КПСС. В 1983 году избран первым секретарем Ленинского райкома КПСС города Якутска.
В 1988-1990 годах работал заведующим идеологическим отделом Якутского обкома КПСС; 1990-1991 - инструктор, старший референт Отдела национальной политики ЦК КПСС; 1991 - ведущий научный сотрудник НИИ экономики и управления строительством (г. Москва).
Избирался депутатом Верховного Совета Якутской АССР (1972-1979 гг.) и членом ЦК ВЛКСМ (1974 – 1982 гг.).
В 1993 году окончил Дипломатическую академию и докторантуру Дипакадемии МИД России. Защитил кандидатскую диссертацию, кандидат исторических наук.
В 1993 году был избран на пост мэра города Якутск. Проработал на этом посту до 1995 года. В 1995-1996 годах - первый заместитель председателя Правительства Республики Саха (Якутия). 
С 1996 года работает в Москве заместителем министра России по делам национальностей и федеративным отношениям. Работал на этом посту до упразднения министерства в ноябре 2001 года.
В августе 2002 года вышел на пенсию.
В 2017 году работал  советником ректора Северо-Восточного федерального университета имени М.К. Аммосова.
Томтосов является известным специалистом по современной политологии, членом ряда экспертных советов Института США и Канады Российской академии наук, федеральных комиссий по этнополитологии, национальным вопросам и федеративным отношениям.

## Награды и звания
- Орден «Знак Почета»
- Медали «За охрану государственной границы СССР», «За строительство БАМа»
- Заслуженный работник народного хозяйства Республики Саха (Якутия)
- Почетный гражданин Усть-Майского улуса
- Государственная премия Республики Саха (Якутия) в области государственного строительства
- Премия газеты «Литературная Россия» за публикации по вопросам национальной политики
- За свою комсомольскую работу награжден Знаком ВЛКСМ «За доблестный труд»  и  Почетным знаком ВЛКСМ[1].